# Drewnowicz
Drewnowicz – polskie nazwisko, w Polsce nosi je mniej niż 100 osób.
Osoby noszące to nazwisko:
- Aleksy Drewnowicz (ur. 22 czerwca 1739, zm. 25 marca 1812) – burmistrz Łodzi w latach 1775–77, 1779–81, 1785–86.
- Marzena Okła-Drewnowicz (ur. 20 maja 1972 w Skarżysku-Kamiennej) – polski polityk, samorządowiec, działacz społeczny, poseł na Sejm.